# Dolina Sucha Bielska

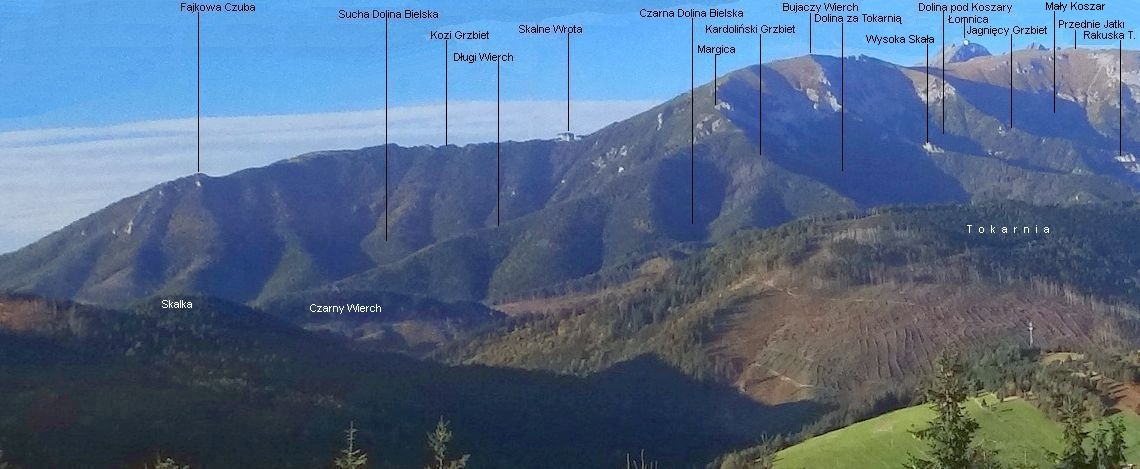
Widok z Magury Spiskiej

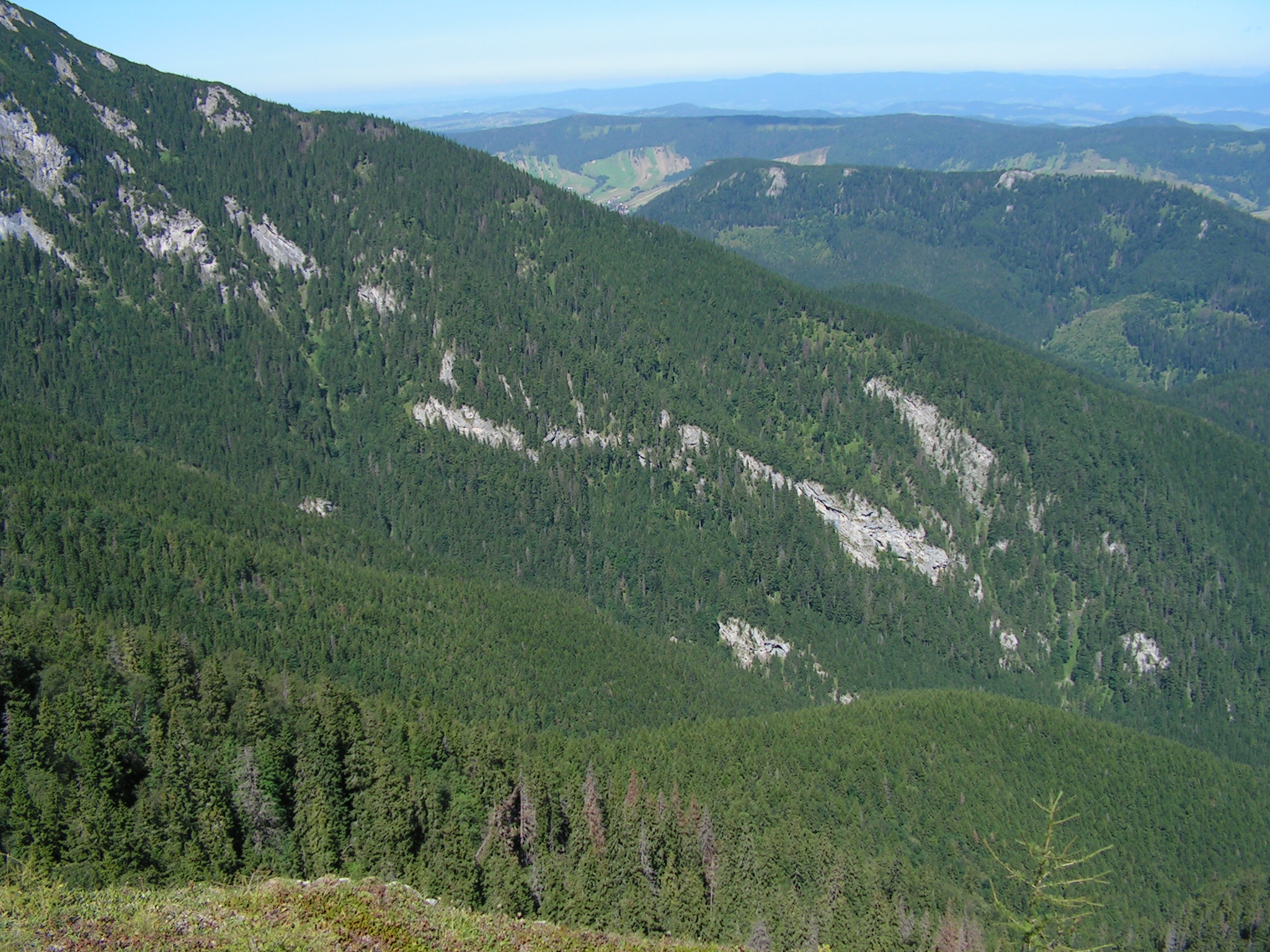
Górna część Doliny Suchej Bielskiej

Dolina Sucha Bielska, Dolina Suchego Potoku (niem. Rotbaumgrund, słow. Suchá dolina, węg. Száraz-pataki-völgy) – dolina we wschodniej części Tatr Bielskich podchodząca pod ich grań główną, prawostronne odgałęzienie Kotlin.
W swej górnej części opada w kierunku północno-wschodnim ze zboczy Bujaczego Wierchu (Bujačí vrch, 1960 m), nie podchodząc pod sam wierzchołek, lecz pod punkt zwornikowy (ok. 1850 m) dla grzbietu Margicy (Margica, 1718 m). Stanowi ona zachodnie ograniczenie doliny, za którym leży Babia Dolina (Babia dolina). Na północy nad doliną wznosi się Długi Wierch (Dlhý vrch), oddzielający ją od niewielkiej Doliny Czarnej Bielskiej (Čierna dolina). Południowe otoczenie doliny to Skalne Wrota (Skalné vráta, 1620 m), Kozi Grzbiet (Kozí chrbát) i Fajksowa Czuba (Faixova, 1488 m), poza którymi znajduje się Dolina Czarna Rakuska (Čierna Rakúska dolina) i Dolina Huczawy Bielskiej (dolina Hučava). Północno-wschodnie ramię Fajksowej Czuby stanowi granicę z dwoma niewielkimi dolinkami – Drabiną (Drabina) i dolinką Królik. Wylot doliny znajduje się na wysokości ok. 770 m przy Drodze Wolności (Cesta Slobody), 1 km na północny zachód od Tatrzańskiej Kotliny (Tatranská Kotlina).
Najwyższa część Doliny Suchej Bielskiej to żleb pod Margicę. Nieco niżej uchodzi z orograficznie lewej strony stromy Lapisdurowy Żleb. Cała dolina została wyżłobiona w skałach węglanowych, które tworzą liczne ścianki i kazalniczki na zboczach. Jednym z najbardziej znaczących pasów skał jest Długa Ściana, rozpoczynająca się poniżej wschodniego krańca Koziego Grzbietu i ciągnąca się w kierunku północnym. W środkowej części doliny, blisko jej dna, wznosi się na prawym zboczu Piec (ok. 1040 m). Opada on 30-metrową ścianą ku dnu doliny, a na wypłaszczonym wierzchołku stoi budynek służbowy TANAP-u. Naprzeciwko Pieca, w widłach Lapisdurowego Żlebu i Żlebu pod Margicę stoi Lapisdurowa Kazalnica (ok. 1180 m lub 1146 m) z pionową, 40-metrową południową ścianą z licznymi nyżami. W Lapisdurowym Żlebie znajdują się dwie, niegdyś popularne, jaskinie – Alabastrowa Jaskinia (Alabastrová jaskyňa, 1390 m) i Lodowa Piwnica (Ľadová pivnica, 1434 m).
Dnem doliny płynie Suchy Potok (Suchý potok), zgodnie z nazwą okresowy. W okolicach Pieca znajduje się na nim 6-metrowy Wodospad Zuzanny. Wśród lasów leżą trzy niewielkie polany: Niżnia Sucha Polana, Wyżnia Sucha Polana (największa) i Lapisdurowa Polanka. Poza nimi dolina jest praktycznie w całości zalesiona, a w najwyższych partiach porośnięta kosodrzewiną. Na ocienionych zboczach Koziego Grzbietu i Fajksowej Czuby dominuje świerk, natomiast nasłonecznione stoki Długiego Wierchu porastają lasy z dużym udziałem modrzewia i częstymi okazami sosny. Od modrzewi pochodzi niemiecka nazwa doliny. W dawnej polskiej literaturze czasami dolina była nazywana Czerwonodrzewną, Modrzewna lub Świerkowym Jarem. Wszystkie te nazwy pochodziły od modrzewia (u górali podhalańskich słowo świerk oznacza modrzew). Obecna nazwa doliny w języku polskim i słowackim pochodzi od tego, że koryto płynącego jej dnem potoku zazwyczaj jest suche.
Cała dolina była niegdyś własnością Białej Spiskiej (Spišská Belá), a pasterze z tego miasta mieli do 1924 roku w jej dolnej części szałas. Jako że ludność Białej Spiskiej była do II wojny światowej w większości niemiecka, pierwotne nazwy na terenie doliny powstawały na ogół w spiskiej gwarze języka niemieckiego, po czym były tłumaczone na polski i słowacki. Przed I wojną światową w dolinie wytyczony był znakowany szlak turystyczny do Alabastrowej Jaskini. Była ona odwiedzana już na początku XIX wieku, jednak straciła na znaczeniu po ponownym odkryciu w 1881 roku znacznie łatwiej dostępnej i bogatszej w nacieki Jaskini Bielskiej (Belianska jaskyňa). Dnem Doliny Suchej prowadzi odgałęziająca się od Drogi Wolności szeroka droga leśna. W dolinie jest też wiele ścieżek, jedna z nich to Perć Dookólna. Obecnie jednak cała dolina znajduje się pod ścisłą ochroną i jest niedostępna turystycznie.